# Дворжак, Макс
Ма́кс Дворжа́к (чеш. Max Dvořák, 24 июня 1874, Раудниц, Австро-Венгрия — 8 февраля 1921, замок Грусбах (Грушовани-над-Евишовкоу), Чехословакия) — австрийский историк искусства, чех по происхождению.

## Биография
Учился в Праге и Вене. С 1902 преподавал, с 1909 профессор в Венском университете. Член венской Академии наук. Представитель Венской школы искусствознания. Работы его посвящены преимущественно искусству средневековья, Возрождения, барокко. После кончины А. Ригля в 1905 г. Дворжак стал его преемником на кафедре истории искусства Венского университета.

## Труды
В 1915—1917 гг. Дворжак читал курс «Идеализм и натурализм в искусстве Нового времени». В 1918 г. он опубликовал труд «Идеализм и натурализм в готической скульптуре и живописи». Дворжак рассматривал историю искусства как историю идей, зависимость произведений искусства от «духа эпохи» (нем. Zeitgeist): господствующих этических, религиозных и философских представлений. Заглавие первого из пяти томов посмертного издания его работ: «История искусства как история духа» («Kunstgeschichte als Geistesgeschichte», 1924) становится девизом нового направления в истории искусства (название придумано учеником Дворжака Феликсом Хорбом).
В отличие от теории Ригля в основу этой концепции была положена не формальная эволюция стилей, а «история духа»: развитие идей и представлений о мире, воплощенных в антиномии «идеализм — натурализм». Дворжак впервые стал рассматривать эволюцию художественных форм в качестве отражения духовной жизни общества на том или ином этапе его исторического развития. Наиболее полно теорию мирового развития искусства М. Дворжак изложил в своем главном труде: лекциях по курсу истории искусства Средневековья и эпохи Возрождения (1927—1928; на русском языке— «История итальянского искусства в эпоху Возрождения» в 2 томах, 1978).
Ученик Дворжака Д. Фрей писал о методе учителя: «Проблема формального изображения объекта приводит к вопросу о заложенном в самой основе духовном выяснении отношений между объектом и субъектом. На место художественных форм как объекта исследования приходит выражающаяся через него и в нём история духа. Так история искусства превращается в историю духа».
Главным содержанием «всего развития искусства европейских народов в постренессансный период» Дворжак считал «борьбу между духом и материей», между идеализмом и натурализмом. Эта борьба характеризует и эпоху готики, и эпоху Ренессанса. В Средневековье в сознании людей существовало два почти не связанных между собой мира: идеальный (трансцендентный) и материальный, физический. В ренессансной Италии ранее, чем в других странах, возрастает духовная тенденция к воссоединению обоих миров. В этом процессе решающее значение имело становление художественного сознания. Благодаря длительной борьбе за независимое положение художника, завоеванию относительной свободы и персонализации творчества, искусство стало отражать не только абстрактные религиозные идеи, но и мир в его целостности.
Другой движущей силой «развития духа» является наука, объективирующая субъективные впечатления. Результатом самоопределения искусства и науки в эпоху Возрождения был дуализм сознания. Многие выдающиеся умы пытались его преодолеть и воссоединить разошедшиеся пути развития религиозного, научного и художественного мышления, например, мятущийся гений Леонардо да Винчи. Осознание независимости, самостоятельности творчества художника в эту эпоху и было воспринято современниками как «полное обновление искусства» (ренессанс). Художники стали искать не спиритуализации объективного (мира вещей), а объективации духовного — критериев красоты и совершенства. Отсюда—потребность обращения к античности. Самоопределение предмета и методов художественного творчества сопровождалось размежеванием видов искусства: постепенным отделением живописи и скульптуры от архитектуры.
Курс лекций Макса Дворжака в Венском университете охватывал период от творчества Джотто до смерти Микеланджело (то есть с 1290-х годов до 1564 г.). Именно Микеланджело в исторической концепции Дворжака «занимает центральное место: он олицетворяет собой судьбу Возрождения, к нему ведут главные пути предшествующего развития, его искусство знаменует грандиозную вершину эпохи, а затем и её трагический финал». Дворжак первый в искусствознании открыл маньеризм и занимался его исследованием на протяжении всей жизни. Самым известным учеником М. Дворжака в Венском университете был Отто Бенеш, исследователь Северного Возрождения.

## Основные работы
- Idealismus und Naturalismus in der gothischen Skulptur und Malerei (1918)
- Das Rätsel der Kunst der Brüder van Eyck (1904)
- Kunstgeschichte als Geistesgeschichte (1924)
  - [publ.lib.ru/ARCHIVES/D/DVORJAK_Maks/_Dvorjak_M..html История искусства как история духа]. — М.: Академический проект, 2001.
- Geschichte der italienischen Kunst im Zeitalter der Renaissance, 2 Vol. (1927-28)
  - История итальянского искусства в эпоху Возрождения / Перевод с немецкого и комментарий И. Е. Бабанова. — М.: Искусство, 1978. — Т. I—II.
- Gesammelte Aufsätze (1929)
- Die Gemälde Peter Bruegels des Alteren. Wien,. Schroll, 1942,. in-4°.